# Zygaena fausta
Zygène de la petite coronille
Espèce
La Zygène de la petite coronille (Zygaena fausta), également appelée Zygène automnale ou (improprement) Zygène de la bruyère, est une espèce de lépidoptères de la famille des Zygaenidae et de la sous-famille des Zygaeninae.

## Description
Ses ailes antérieures sont noires avec des taches rouges entourées d'un liseré pâle alors que les postérieures sont entièrement rouges. Son collier est également rouge. Comme pour l'ensemble des zygènes, ses antennes terminées en massue sont noires.

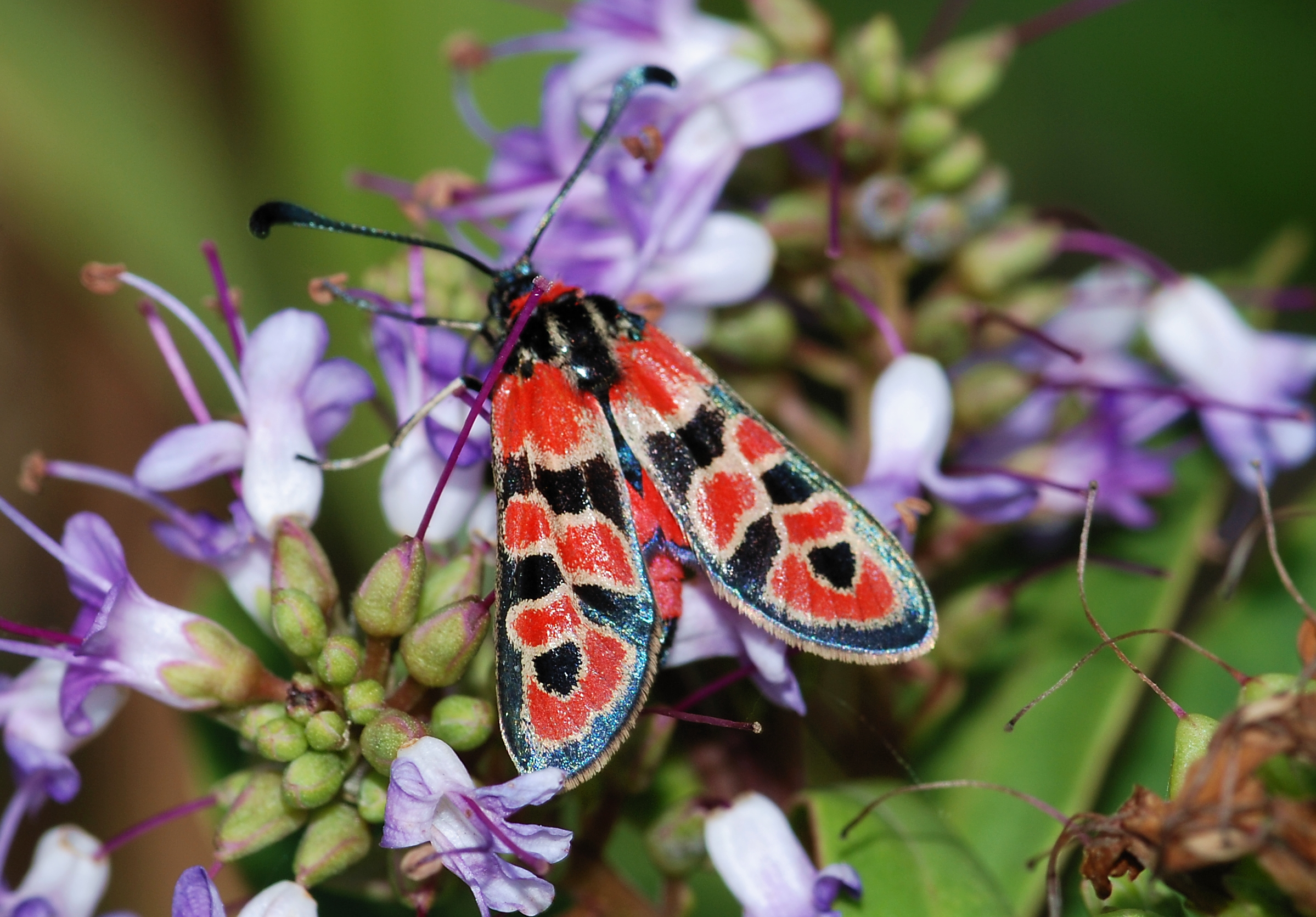
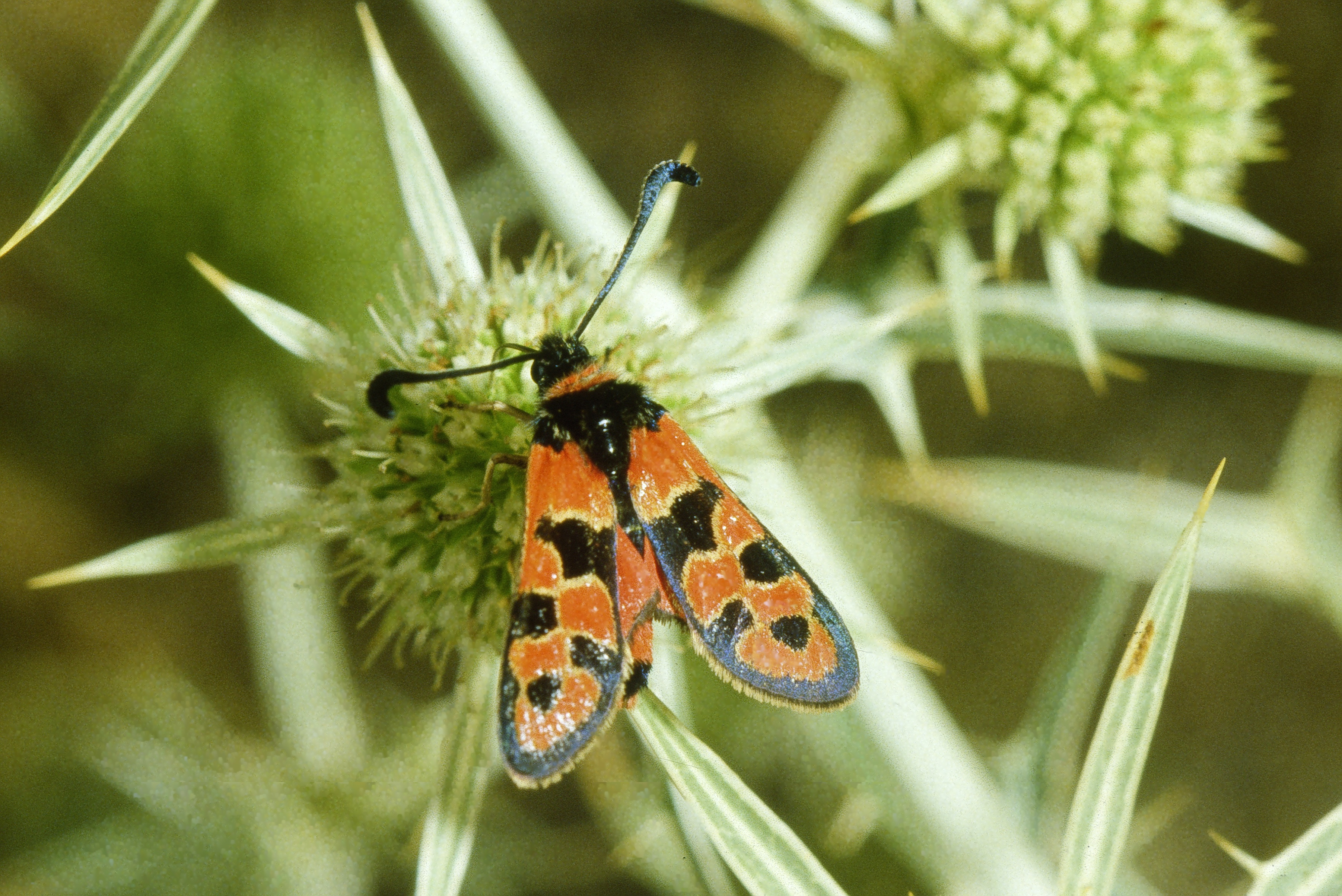
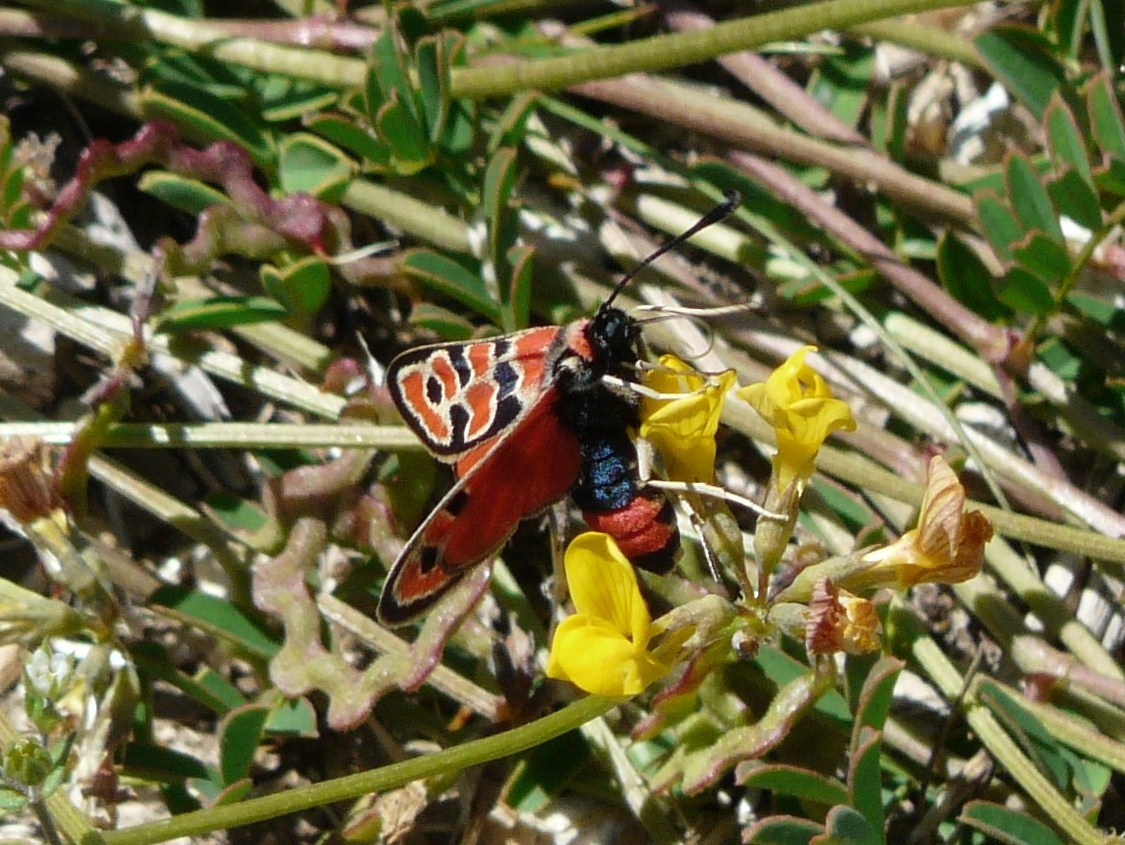

## Habitat et comportement

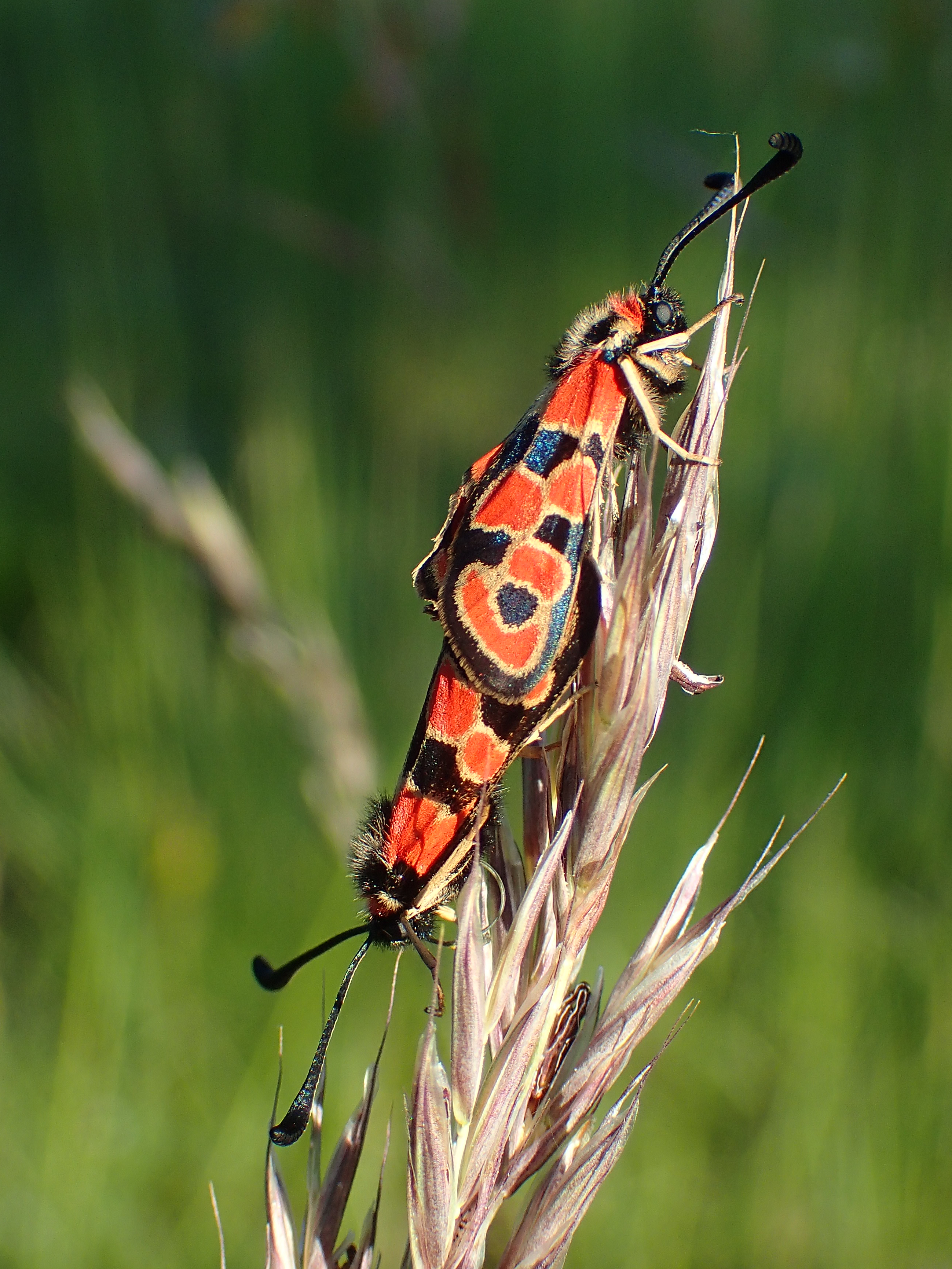
Zygaena fausta, accouplement

Zygaena fausta est un insecte pollinisateur.
Sa chenille se nourrit de diverses espèces de Fabacées du genre Coronilla (Coronilla minima, parfois C. vaginalis et C. coronata) et aussi des genres Ornithopus et Hippocrepis.

## Répartition
Cette espèce se rencontre dans la péninsule Ibérique (à l'exception du quart nord-ouest), en France et en Allemagne (à l'exception du nord), en Suisse, dans l'ouest de l'Autriche et à l'extrémité nord-occidentale de l'Italie. Elle est très rare en Belgique et quasiment absente en Angleterre.

## Taxonomie
Le genre Zygaena est parfois subdivisé en 3 sous-genres ; Z. fausta appartient alors au sous-genre Agrumenia.

### Liste des sous-espèces
Hormis la sous-espèce elodia qui se rencontre au Maroc, les autres sont européennes :
- Zygaena fausta agilis
- Zygaena fausta alpiummicans
- Zygaena fausta baetica
- Zygaena fausta elodia
- Zygaena fausta fassnidgei
- Zygaena fausta fausta
- Zygaena fausta faustina
- Zygaena fausta fernan
- Zygaena fausta fina
- Zygaena fausta fortunata
- Zygaena fausta gibraltarica
- Zygaena fausta jucunda
- Zygaena fausta junceae
- Zygaena fausta lacrymans
- Zygaena fausta murciensis
- Zygaena fausta preciosa
- Zygaena fausta suevica